# Jesse Ronson
Jesse Ronson (London, 24 de dezembro de 1985) é um lutador canadense de artes marciais mistas, atualmente competindo na divisão leve do Ultimate Fighting Championship.

## Início
Nascido em London, Ontário, Ronson se envolvia em muitas brigas de rua quando era jovem. Segundo ele, seu interesse em se tornar lutador começou após ele se dar conta de que era melhor usar sua habilidade para lutar de uma forma boa. Ele começou a treinar kickboxing em 2006 e se tornou lutador de MMA pouco depois.

## Carreira no MMA

### Ultimate Fighting Championship
Em 22 de Agosto de 2013 o UFC anunciou que havia contratado Jesse Ronson para enfrentar Michel Prazeres substituindo o lesionado Mark Bocek no UFC 165: Jones vs. Gustafsson. Ele perdeu por decisão dividida.
Ronson enfrentou Francisco Trinaldo em 2 de janeiro de 2014 no UFC Fight Night: Machida vs. Mousasi, mas perdeu novamente por decisão dividida.
Ronson em seguida enfrentou Kevin Lee no dia 6 de julho de 2014 no The Ultimate Fighter 19 Finale. Ronson perdeu sua terceira luta consecutiva por decisão dividida e foi demitido pelo UFC.

### Pós UFC
Após ser demitido do UFC, Ronson enfrentou Dom O'Grady no PFC 3 - Showdown in the Downtown, onde ele dominou a luta e venceu por nocaute técnico no terceiro round.

### Retorno ao UFC
Acumulando um cartel de 8-5 após ser demitido do UFC, Ronson foi recontratado pela organização em 2020.
Em sua reestreia na organização, ele enfrentou Nicolas Dalby em 25 de julho de 2020 no UFC on ESPN: Whittaker vs. Till. Ronson venceu a luta por finalização no primeiro round.

## Cartel no MMA
| Cartel no MMA   |             |             |
| 32 lutas        | 22 vitórias | 10 derrotas |
| Por nocaute     | 10          | 2           |
| Por finalização | 8           | 1           |
| Por decisão     | 4           | 7           |

| Res.    | Cartel | Oponente             | Método                               | Evento                               | Data       | Round | Tempo | Local                     | Notas                                                         |
| ------- | ------ | -------------------- | ------------------------------------ | ------------------------------------ | ---------- | ----- | ----- | ------------------------- | ------------------------------------------------------------- |
| Vitória | 22-10  | Nicolas Dalby        | Finalização (mata-leão)              | UFC on ESPN: Whittaker vs. Till      | 25/07/2020 | 1     | 2:48  | Abu Dhabi                 | Retorno ao UFC; Performance da Noite.                         |
| Vitória | 21-10  | Troy Lamson          | Finalização (mata-leão)              | BTC 9                                | 29/02/2020 | 1     | 4:16  | Kitchener, Ontario        |                                                               |
| Derrota | 20-10  | Nikolay Aleksakhin   | Nocaute Técnico (socos)              | PFL 7                                | 11/10/2019 | 1     | 3:37  | Las Vegas, Nevada         | Volta aos Meio Médios.                                        |
| Derrota | 20-9   | Natan Schulte        | Decisão (unânime)                    | PFL 5                                | 25/07/2019 | 3     | 5:00  | Atlantic City, New Jersey | Segunda fase do torneio dos Leves do PFL.                     |
| Vitória | 20-8   | Michael Dufort       | Decisão (dividida)                   | TKO 44                               | 21/09/2018 | 5     | 5:00  | Quebec City, Quebec       | Ganhou o Cinturão Peso Leve Vago do TKO.                      |
| Vitória | 19-8   | Derek Gauthier       | Nocaute Técnico (socos)              | TKO 41                               | 08/12/2017 | 1     | 1:10  | Montreal, Quebec          | Ganhou o Cinturão Peso Leve Vago do TKO.                      |
| Vitória | 18-8   | Jeremie Capony       | Finalização (mata-leão)              | ACB 72                               | 14/10/2017 | 2     | 1:20  | Montreal, Quebec          |                                                               |
| Vitória | 17-8   | Derek Gauthier       | Nocaute Técnico (socos)              | TKO 38                               | 07/04/2017 | 3     | 3:49  | Montreal, Quebec          |                                                               |
| Vitória | 16-8   | Jimmy Spicuzza       | Nocaute Técnico (joelhadas e socos)  | TKO 36                               | 04/11/2016 | 2     | 3:06  | Montreal, Quebec          | Volta aos Leves.                                              |
| Derrota | 15-8   | Matt Dwyer           | Decision (unânime)                   | XFFC 10: Out of the Ashes            | 08/07/2016 | 3     | 5:00  | Grande Prairie, Alberta   |                                                               |
| Derrota | 15-7   | Matt MacGrath        | Decisão (unânime)                    | XFFC 9: Conviction                   | 15/04/2016 | 5     | 5:00  | Grande Prairie, Alberta   | Volta aos Meio Médios; Pelo Cinturão Peso Meio Médio do XFFC. |
| Derrota | 15-6   | Alexander Sarnavskiy | Decisão (unânime)                    | Abu Dhabi Warriors 3                 | 03/10/2015 | 3     | 5:00  | Abu Dhabi                 |                                                               |
| Vitória | 15-5   | Gadji Zaipulaev      | Finalização (estrangulamento d'arce) | Abu Dhabi Warriors 2                 | 26/03/2015 | 2     | 3:24  | Abu Dhabi                 |                                                               |
| Vitória | 14-5   | Dom O'Grady          | Nocaute Técnico (socos)              | PFC 3: Showdown in the Throwdown     | 18/10/2014 | 2     | 0:45  | London, Ontário           |                                                               |
| Derrota | 13-5   | Kevin Lee            | Decisão (dividida)                   | The Ultimate Fighter 19 Finale       | 06/07/2014 | 3     | 5:00  | Las Vegas, Nevada         |                                                               |
| Derrota | 13-4   | Francisco Trinaldo   | Decisão (dividida)                   | UFC Fight Night: Machida vs. Mousasi | 15/02/2014 | 3     | 5:00  | Jaraguá do Sul            |                                                               |
| Derrota | 13-3   | Michel Prazeres      | Decisão (dividida)                   | UFC 165: Jones vs. Gustafsson        | 21/09/2013 | 3     | 5:00  | Toronto, Ontario          | Estreia no UFC.                                               |
| Vitória | 13-2   | Shane Campbell       | Finalização (mata-leão)              | AFC 19: Undisputed                   | 05/07/2013 | 2     | 1:59  | Edmonton                  | Ganhou o Cinturão Peso Leve do AFC.                           |
| Vitória | 12-2   | Ryan Healy           | Decisão (unânime)                    | SFS 7                                | 23/11/2012 | 3     | 5:00  | Hamilton, Ontario         |                                                               |
| Vitória | 11-2   | Alex Ricci           | Decisão (unânime)                    | SFS 5                                | 25/08/2012 | 3     | 5:00  | Hamilton, Ontario         |                                                               |
| Vitória | 10-2   | Eric St. Pierre      | Nocaute Técnico (socos)              | Elite 1: Redemption                  | 28/07/2012 | 1     | 2:17  | Moncton, New Brunswick    |                                                               |
| Vitória | 9-2    | Brad Causey          | Nocaute (socos)                      | AM Ford Fight Night 2012: Demolition | 14/04/2012 | 1     | 4:54  | Trail, British Columbia   | Ganhou o Cinturão Peso Leve do AFFN.                          |
| Vitória | 8-2    | Tony Hervey          | Finalização (mata-leão)              | SFS 3: Meltdown in the Valley        | 03/12/2011 | 2     | 4:25  | Sarnia, Ontario           |                                                               |
| Vitória | 7-2    | Jason Saggo          | Decisão (dividida)                   | GWFC 1: Uprising                     | 13/08/2011 | 3     | 5:00  | Hamilton, Ontario         | Volta aos Leves.                                              |
| Vitória | 6-2    | Brandon Chagnon      | Nocaute Técnico (socos)              | Slammer in the Hammer                | 17/06/2011 | 1     | 4:40  | Hamilton, Ontario         | Estreia nos Meio Médios.                                      |
| Derrota | 5-2    | Mike Ricci           | Nocaute Técnico (socos)              | Ringside MMA 10: Côté vs. Starnes    | 09/04/2011 | 1     | 3:12  | Montreal, Quebec          |                                                               |
| Vitória | 5-1    | Alka Matewa          | Finalização (chave de braço)         | Wreck MMA: Strong and Proud          | 28/01/2011 | 1     | 4:51  | Gatineau, Quebec          |                                                               |
| Derrota | 4-1    | Lindsey Hawkes       | Finalização (mata-leão)              | Canadian Fighting Championship 6     | 08/10/2010 | 1     | 4:47  | Winnipeg, Manitoba        |                                                               |
| Win     | 4-0    | Mark Durant          | Finalização (mata-leão)              | Canadian Fighting Championship 5     | 04/06/2010 | 1     | 4:51  | Winnipeg, Manitoba        |                                                               |
| Vitória | 3-0    | Mike Thibodeau       | Nocaute (socos)                      | Elite 1: First Blood                 | 24/04/2010 | 2     | 2:34  | Moncton, New Brunswick    |                                                               |
| Vitória | 2-0    | Luis Cepeda-Javier   | Nocaute Técnico (socos)              | Canadian Fighting Championship 4     | 26/02/2010 | 2     | 3:17  | Winnipeg, Manitoba        |                                                               |
| Vitória | 1-0    | Eric St. Pierre      | Nocaute (socos)                      | Elite 1: Resurrection                | 28/11/2009 | 1     | 3:52  | Moncton, New Brunswick    | Estreia nos Leves.                                            |